# Tricimba fusciseta
Tricimba fusciseta är en tvåvingeart som beskrevs av Ismay 1993. Tricimba fusciseta ingår i släktet Tricimba och familjen fritflugor.
Artens utbredningsområde är Northern Territory, Australien. Inga underarter finns listade i Catalogue of Life.